# Bian (Fluss)
Der Bian oder Mbian (indon. sungai Bian) ist ein Fluss in den Regierungsbezirken Boven Digoel und Merauke, Provinz Papua Selatan, Indonesien. 
Entlang der Flüsse Bian und Kumbe siedelten sich vornehmlich Marind-anim an, da die Flüsse, ebenso wie die Arafurasee, ihnen eine stabile Nahrungsversorgung boten.